# Кондратьев, Александр Иванович (Герой Социалистического Труда)
Александр Иванович Кондратьев (3 сентября 1936 года, Давыдовское Большое, Ивановская область, СССР — 4 июля 1981 года, Северодвинск, Архангельская область, СССР) — бригадир каменщиков строительно-монтажного управления № 2 строительного треста № 203 Главного управления специального строительства при Министерстве монтажных и специальных строительных работ СССР (город Северодвинск Архангельской области). Герой Социалистического Труда (06.06.1975).

## Биография
Родился 3 сентября 1936 года в деревне Большое Давыдовское Гаврилово-Посадского района Ивановской области. После окончания семилетней школы работал пастухом в колхозе, затем рабочим на трикотажной фабрике в Иваново. Вскоре был призван в армию. В течение пяти лет служил на Северном флоте, в том числе в городе Молотовске (Северодвинске).
В 1960 году вернулся на родину, где полгода работал грузчиком в артели. В августе того же года приехал на строительство Северодвинска. где стал работать каменщиком и одновременно поступил учиться в вечернюю школу. Через девять лет возглавил бригаду и вывел её в число передовых.
В 1970 году за достижение высоких показателей в социалистическом соревновании возглавляемая им бригада была занесена в Книгу-летопись Ленинских трудовых вкладов строителей в создание материально-технической базы коммунизма Министерства монтажных и специальных строительных работ СССР. В 1971 году коллективу было присвоено звание «Бригада коммунистического труда». Девятую пятилетку 1971—1975 годов бригада каменщиков Кондратьева выполнила уже в 1974 году. В тот год они сдали с хорошим и отличным качеством около 26 тысяч кубометров кладки, сэкономив при этом 173 тысячи штук кирпича. За пять месяцев 1975 года бригада сумела дать девять месячных норм.
В 1975 году Указом Президиума Верховного Совета СССР «за большие заслуги при создании и вводе в установленный срок новых производственных мощностей судостроительного комплекса» Александру Ивановичу Кондратьеву было присвоено звание Героя Социалистического Труда с вручением ордена Ленина и золотой медали «Серп и Молот».
Внёс большой вклад в строительство Северодвинска и его промышленных предприятий. При его непосредственном участии возведены многие объекты на острове Ягры.
Член КПСС с 1961 года. Активно принимал участие в общественной жизни коллектива строителей, неоднократно избирался членом профсоюзного комитета и членом партийного бюро, являлся общественным воспитателем молодых рабочих. В 1976 году от Северодвинска был избран делегатом XXV съезда КПСС. 
Скоропостижно скончался от сердечного приступа на 45-м году жизни 4 июля 1981 года. Похоронен в Северодвинске на городском кладбище.  
Награждён орденами Ленина (1957), Трудового Красного Знамени (1952), медалями, нагрудными знаками. В 2011 году памятная стела в честь Кондратьева была установлена на Аллее Героев Северодвинска, открытой в 2010 году. В 2018 году его имя было присвоено одной из улиц в градостроительном квартале 164. Персональная коллекция фотографий и документов А. И. Кондратьева хранится в городском краеведческом музее.